# Antoine Gelavtine
Antoine Gelavtine (1985) es un deportista francés que compitió en natación. Ganó una  medalla de plata en el Campeonato Europeo de Natación en Piscina Corta de 2007, en la prueba de 4 × 50 m libre.

## Palmarés internacional
| Campeonato Europeo en Piscina Corta | Campeonato Europeo en Piscina Corta | Campeonato Europeo en Piscina Corta | Campeonato Europeo en Piscina Corta |
| Año                                 | Lugar                               | Medalla                             | Prueba                              |
| ----------------------------------- | ----------------------------------- | ----------------------------------- | ----------------------------------- |
| 2007                                | Debrecen (Hungría)                  | Medalla de plata                    | 4 × 50 m libre                      |